# Enrico II di Brabante
Enrico II di Brabante (Lovanio, 1207 – Lovanio, 1º febbraio 1248) fu duca di Brabante, dal 1235 alla sua morte.

## Origine
Secondo la Genealogia Ducum Brabantiæ Heredum Franciæ era il figlio maschio primogenito del duca della Bassa Lorena, conte di Lovanio e primo duca di Brabante, Enrico I e di Matilde di Lorena, che era figlia del conte di Boulogne, Matteo di Lorena, come conferma la Flandria Generosa (Continuatio Bruxellensis), che precisa che era la figlia femmina secondogenita ed era figlia della contessa di Boulogne, Maria, che secondo il cronista e monaco benedettino inglese, Matteo di Parigi, nel suo Matthæi Parisiensis, Monachi Sancti Albani, Chronica Majora, Vol. II era la figlia del re d'Inghilterra, Stefano di Blois e di Matilde di Boulogne.
Secondo la  Genealogia Ducum Brabantiæ Heredum Franciæ, Enrico I di Brabante era figlio del Langravio e poi duca del Brabante, conte di Lovanio e Bruxelles, Margravio di Anversa e Duca della Bassa Lorena (Lotaringia), Goffredo II e della moglie Margherita di Limburgo, che ancora secondo la  Genealogia Ducum Brabantiæ Heredum Franciæ, era figlia di Enrico II, conte d'Arlon e Duca di Limburgo, come ci viene confermato anche dagli Annales Parchenses e dai Trophées tant sacrés que profanes du duché de Brabant e della moglie, Matilde di Saffenberg, erede di Rodi.

## Biografia
Secondo gli Annales Parchenses, Enrico era nato nel 1207.
Appena nato fu fidanzato a Maria di Svevia, figlia di Filippo di Svevia, che era stato incoronato re di Germania (Rex Romanorum) a Magonza, l'8 settembre 1198 ed antagonista di Ottone IV di Brunswick, che invece era stato eletto a Colonia il 9 giugno 1198 dai principi guelfi del basso Reno, poi incoronato ad Aquisgrana il 12 luglio; questo contratto di matrimonio sanciva l'alleanza con Filippo, dopo che suo padre Enrico I era stato per più di sei anni sostenitore di Ottone IV.
Il padre lo diede come ostaggio più volte e compare in documenti e diplomi dell'epoca a fianco del padre a partire dal 1221. Fu fatto cavaliere nel 1226. Nel 1228 si segnalò nel corso di una campagna militare contro l'arcivescovo di Colonia.
Succedette al padre nel 1235: suo padre, Enrico I, secondo gli Annales Parchenses, morì nel 1235 (1235 obiit Heinricus dux Lotharingie); la Chronique des ducs de Brabant, Volume 2 ci riporta che Enrico morì a Colonia, il corpo venne traslato a Lovanio, dove venne sepolto nella Collegiata di San Pietro, accanto alla prima moglie e dove sarà raggiunto dalla figlia Maria, imperatrice, ed infine che gli succedette il figlio Enrico II.
Due anni dopo fu implicato nella guerra contro il vescovo di Liegi e la famiglia di Limburgo e successivamente nelle lotte che si scatenarono alla morte del vescovo per la sua successione, guerre che ebbero termine solo nel 1243. Dopo questa data egli non intervenne più nelle vicende dell'impero, dedicandosi solo più all'amministrazione del suo ducato.
Quando suo genero Enrico Raspe (eletto anti-re in opposizione a Federico II), morì, il partito filo-papale, su proposta di Enrico II (che aveva rifiutato la candidatura), il 3 ottobre 1247, a Worringen (Colonia), elesse re di Germania suo nipote, il Conte d'Olanda, Guglielmo II, perché nessun altro principe dell'Impero era disposto a proseguire la lotta alla casa degli Hohenstaufen (Svevi).
In quello stesso periodo (1247/1248), Enrico ebbe contatti col re d'Inghilterra, Enrico III, con una proposta di matrimonio, non andata a buon fine, tra una delle sue figlie (Elisabetta) ed il principe Edoardo.
Enrico morì nel 1248: secondo gli Annales Sancti Pantaleonis Coloniensis, morì nel mese di gennaio (1248 Henricus dux Brabantiae morituri in Ianuario), mentre secondo gli Annales Parchenses, morì nel 1247 (1247 Heinricus II dux moritur), a 40 anni e gli succedette il figlio, Enrico; infine la Genealogia Ducum Brabantiæ Heredum Franciæ ricorda che il duca Enrico morì a Lovanio e fu sepolto a Villers.

## Matrimoni e discendenza
Enrico, mantenendo il contratto di matrimonio, prima del 21 agosto 1215, aveva sposato, in prime nozze, Maria di Svevia (1201 – 1235), come ci viene confermato sia dagli Annales Marbacenses, che dalla Genealogia Ducum Brabantiæ Heredum Franciæ; Maria di Svevia era la figlia femmina secondogenita del duca di Toscana, duca di Svevia e re di Germania, Filippo di Svevia e di Irene Angelo, principessa bizantina che era stata principessa consorte di Sicilia (moglie di Ruggero III di Sicilia, dal 1192 al 1193).
Enrico da Maria ebbe sei figli:
- Enrico († 1261), che succederà al padre come duca di Brabante con il nome di Enrico III di Brabante[19];
- Filippo, morto in tenera età sepolto a Lovanio[19];
- Matilde (1224 – 1288), andata sposa nel 1237 a Roberto di Francia (1216 – 1250), conte d'Artois,  e risposatasi nel 1254 con Guy III di Châtillon († 1289), conte di Saint-Pol[19];
- Beatrice (1225 – 1288), andata sposa nel 1241 a Enrico Raspe († 1247), langravio di Turingia, poi re dei Romani, e risposatasi nel 1247 con Guglielmo III di Dampierre (1224 – 1251), conte di Fiandra, ai quali non diede figli[19];
- Maria (1226 – 1256), andata sposa nel 1254 a Ludovico II del Palatinato (1229 – 1294), duca di Baviera e giustiziata per ordine del marito[19];
- Margherita († 1277), monaca cistercense e badessa di Herzogenthal o Val Duchesse a Auderghem[19], canonizzata poi come beata.

Rimasto vedovo, nel 1235, Enrico, nel 1241, secondo la Genealogia Ducum Brabantiæ Heredum Franciæ, si risposò, in seconde nozze, con Sofia di Turingia (1224 – 1275), figlia di Ludovico IV di Turingia, langravio di Turingia, e di Elisabetta d'Ungheria. Dal matrimonio nacquero:
- Enrico, (1244 – 1308), primo langravio d'Assia e capostipite dell'omonimo casato[19];
- Elisabetta (1243 – 1261), andata sposa nel 1254 ad Alberto I, duca di Brunswick, a cui non diede figli[19].

Da un'amante di cui non si conoscono né il nome né gli ascendenti, Enrico ebbe un figlio:
- Enrico, Chierico

## Ascendenza
|                         |                      |                        | Genitori                          |  |  | Nonni |  |  | Bisnonni               |  |  | Trisnonni             |  |
|                         |                      |                        |                                   |  |  |       |  |  | Goffredo II di Lovanio |  |  | Goffredo I di Lovanio |  |
|                         |                      |                        |                                   |  |  |       |  |  | Goffredo II di Lovanio |  |  | Goffredo I di Lovanio |  |
|                         |                      | Ida di Chiny           |                                   |  |  |       |  |  | Goffredo II di Lovanio |  |  |                       |  |
| Goffredo III di Lovanio |                      |                        |                                   |  |  |       |  |  | Goffredo II di Lovanio |  |  |                       |  |
|                         |                      | Luitgarda di Sulzbach  | Berengario II di Sulzbach         |  |  |       |  |  |                        |  |  |                       |  |
|                         |                      | Luitgarda di Sulzbach  | Berengario II di Sulzbach         |  |  |       |  |  |                        |  |  |                       |  |
|                         |                      | Luitgarda di Sulzbach  | Adelaide di Dießen-Wolfratshausen |  |  |       |  |  |                        |  |  |                       |  |
| Enrico I di Brabante    |                      | Luitgarda di Sulzbach  |                                   |  |  |       |  |  |                        |  |  |                       |  |
|                         |                      | Enrico II di Limburgo  | Valerano della Bassa Lorena       |  |  |       |  |  |                        |  |  |                       |  |
|                         |                      | Enrico II di Limburgo  | Valerano della Bassa Lorena       |  |  |       |  |  |                        |  |  |                       |  |
|                         |                      | Enrico II di Limburgo  | Giuditta von Wassenberg           |  |  |       |  |  |                        |  |  |                       |  |
| Margherita di Limburgo  |                      | Enrico II di Limburgo  |                                   |  |  |       |  |  |                        |  |  |                       |  |
|                         |                      | Matilde di Saffenberg  | Adolfo di Saffenberg              |  |  |       |  |  |                        |  |  |                       |  |
|                         |                      | Matilde di Saffenberg  | Adolfo di Saffenberg              |  |  |       |  |  |                        |  |  |                       |  |
|                         |                      | Matilde di Saffenberg  | …                                 |  |  |       |  |  |                        |  |  |                       |  |
| Enrico II di Brabante   |                      | Matilde di Saffenberg  |                                   |  |  |       |  |  |                        |  |  |                       |  |
|                         | Teodorico di Alsazia | Teodorico II di Lorena |                                   |  |  |       |  |  |                        |  |  |                       |  |
|                         | Teodorico di Alsazia | Teodorico II di Lorena |                                   |  |  |       |  |  |                        |  |  |                       |  |
|                         | Teodorico di Alsazia | Gertrude di Fiandra    |                                   |  |  |       |  |  |                        |  |  |                       |  |
| Matteo di Lorena        | Teodorico di Alsazia |                        |                                   |  |  |       |  |  |                        |  |  |                       |  |
|                         |                      | Sibilla d'Angiò        | Folco V d'Angiò                   |  |  |       |  |  |                        |  |  |                       |  |
|                         |                      | Sibilla d'Angiò        | Folco V d'Angiò                   |  |  |       |  |  |                        |  |  |                       |  |
|                         |                      | Sibilla d'Angiò        | Eremburga del Maine               |  |  |       |  |  |                        |  |  |                       |  |
| Matilde di Lorena       |                      | Sibilla d'Angiò        |                                   |  |  |       |  |  |                        |  |  |                       |  |
|                         |                      | Stefano d'Inghilterra  | Stefano II di Blois               |  |  |       |  |  |                        |  |  |                       |  |
|                         |                      | Stefano d'Inghilterra  | Stefano II di Blois               |  |  |       |  |  |                        |  |  |                       |  |
|                         |                      | Stefano d'Inghilterra  | Adele d'Inghilterra               |  |  |       |  |  |                        |  |  |                       |  |
| Maria di Boulogne       |                      | Stefano d'Inghilterra  |                                   |  |  |       |  |  |                        |  |  |                       |  |
|                         |                      | Matilde di Boulogne    | Eustachio III di Boulogne         |  |  |       |  |  |                        |  |  |                       |  |
|                         |                      | Matilde di Boulogne    | Eustachio III di Boulogne         |  |  |       |  |  |                        |  |  |                       |  |
|                         |                      | Matilde di Boulogne    | Maria di Scozia                   |  |  |       |  |  |                        |  |  |                       |  |
|                         |                      | Matilde di Boulogne    |                                   |  |  |       |  |  |                        |  |  |                       |  |

### Letteratura storiografica
- (FR)  Trophées tant sacrés que profanes du duché de Brabant.
- Austin Lane Poole, Filippo di Svevia e Ottone IV, cap. II, vol. V (Il trionfo del papato elo sviluppo comunale) della Storia del Mondo Medievale, 1999, pp. 54–93.
- Austin Lane Poole, La Germania sotto il regno di Federico II, cap. III, vol. V (Il trionfo del papato elo sviluppo comunale) della Storia del Mondo Medievale, 1999, pp. 94–127.
- E.F. Jacob, Inghilterra: Enrico III, cap. V, vol. VI (Declino dell'impero e del papato e sviluppo degli stati nazionali) della Storia del Mondo Medievale, 1999, pp. 198–234.